# طلوزه
طلوزه (به لاتین: Talluza) یک روستا در دولت فلسطین است که در استان نابلس واقع شده‌است. طلوزه ۲٬۳۷۵ نفر جمعیت دارد.